# Croton cliffordii
Espèce
Croton cliffordii est une espèce de plantes à fleurs du genre Croton et de la famille des Euphorbiaceae, présente au nord de la Somalie (Hargeisa).